# Neil Sanderson
Neil Sanderson (ur. 17 grudnia 1978) – perkusista i wokalista wspierający kanadyjskiego zespołu rockowego Three Days Grace. Pochodzi z Norwood w prowincji Ontario w Kanadzie. Wraz z wokalistą (Adam Gontier) oraz basistą (Brad Walst) założyli w 1992 roku zespół o nazwie Groundswell, który potem w 1997 roku zmienił nazwę na Three Days Grace. Sanderson był również perkusistą zespołu Thousand Foot Krutch 1996 / 97.